# إدوارد هنري فينتر
إدوارد هنري فينتر (بالإنجليزية: Edward Henry Winter)‏ هو ناشر وسياسي أمريكي، ولد في 5 أبريل 1879 في مقاطعة وارين في الولايات المتحدة، وتوفي في 29 يونيو 1941. حزبياً، نشط في الحزب الجمهوري. وقد انتخب عضو مجلس نواب ولاية ميسوري.